# Odra (gmina Gorzyce)
Odra (německy Odrau a v minulosti také Odrzyków) je vesnice severně od česko-polské státní hranice na pravém břehu řeky Odry ve gmině Gorzyce, równině nadodrzańské v okrese Wodzisław, ve Slezském vojvodství, v jižním Polsku a Horním Slezsku.

## Další informace
Název vesnice je spojován s blízkým veletokem Odra. První písemná zmínka o vesnici pochází z roku 1185. V roce 1391 se vesnice nazývala Odira a později jako Odera - 1403, Oderaw - 1409, Odera - 1414 a v roce 1418 je poprvé zmiňována jako Odra.
Dne 23. května 1921 zde došlo k bitvě, tzv. Bitwa pod Olzą, v rámci 3. Hornoslezského povstání. Od 60. do 90. let dvacátého století je, kvůli plánům na vybudování retenční laguny a hráze, zakázána stavba nových budov. V roce 1997 byla Odra společně s bezprostředně sousedící obcí Olza těžce postižena povodni. Nejznámějšími historickými objekty v obci jsou zámeček z roku 1863 a novobarokní kaple svatého Jana Nepomuckého z roku 1880, na jejíž zdi je označena dosažená výška vody během čtyř největších povodní za více než sto let. Do roku 2001 se v Odře provozovala štěrkovna.

## Galerie

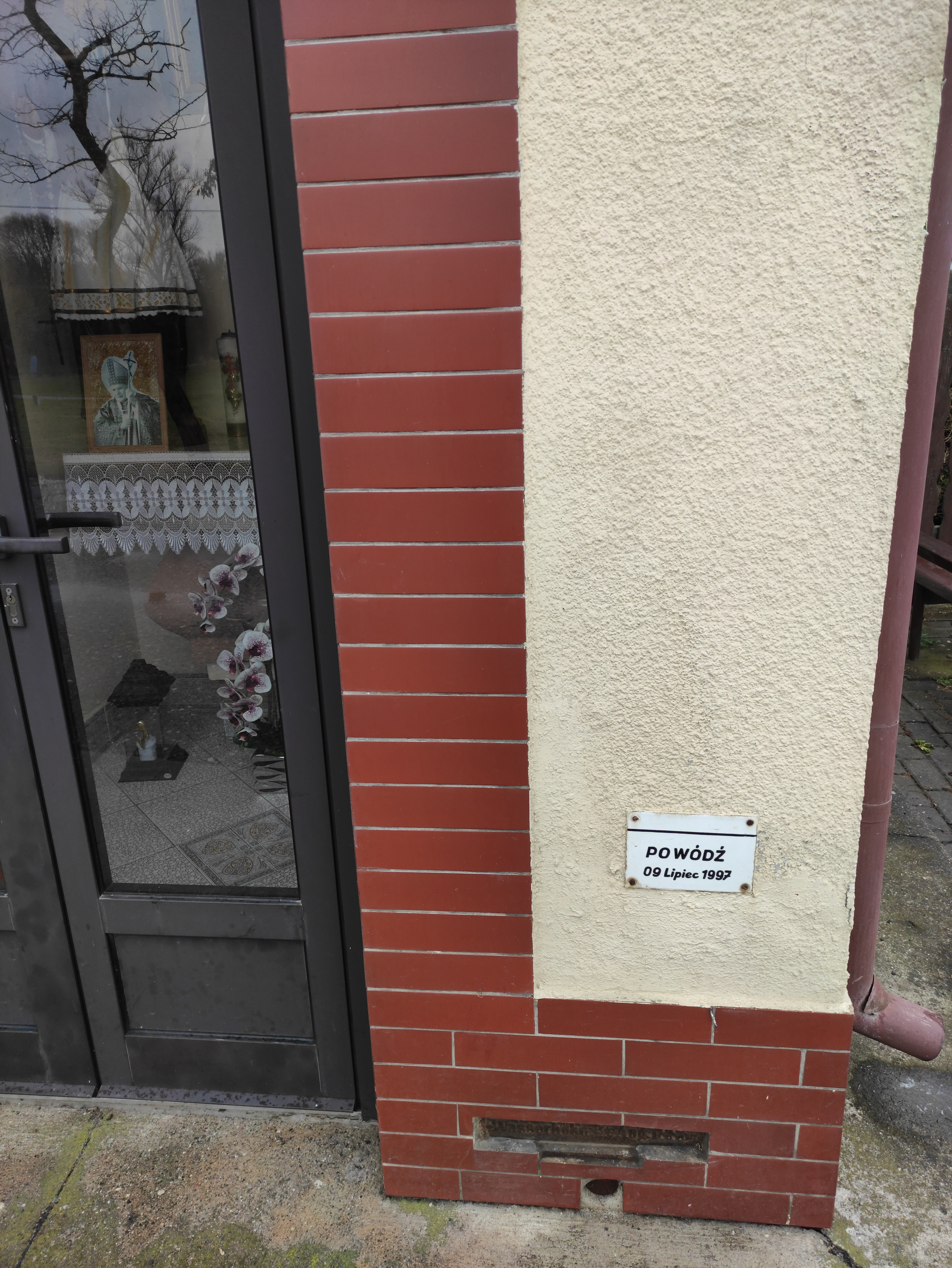
Označení maximální výšky hladiny řeky Odry při povodních 1997 - Kaple sv. Jana Nepomuckého v Odře.